# Monohelea hissarica
Monohelea hissarica är en tvåvingeart som beskrevs av Remm 1980. Monohelea hissarica ingår i släktet Monohelea och familjen svidknott.
Artens utbredningsområde är Tadzjikistan. Inga underarter finns listade i Catalogue of Life.